# Anna Scharyhina

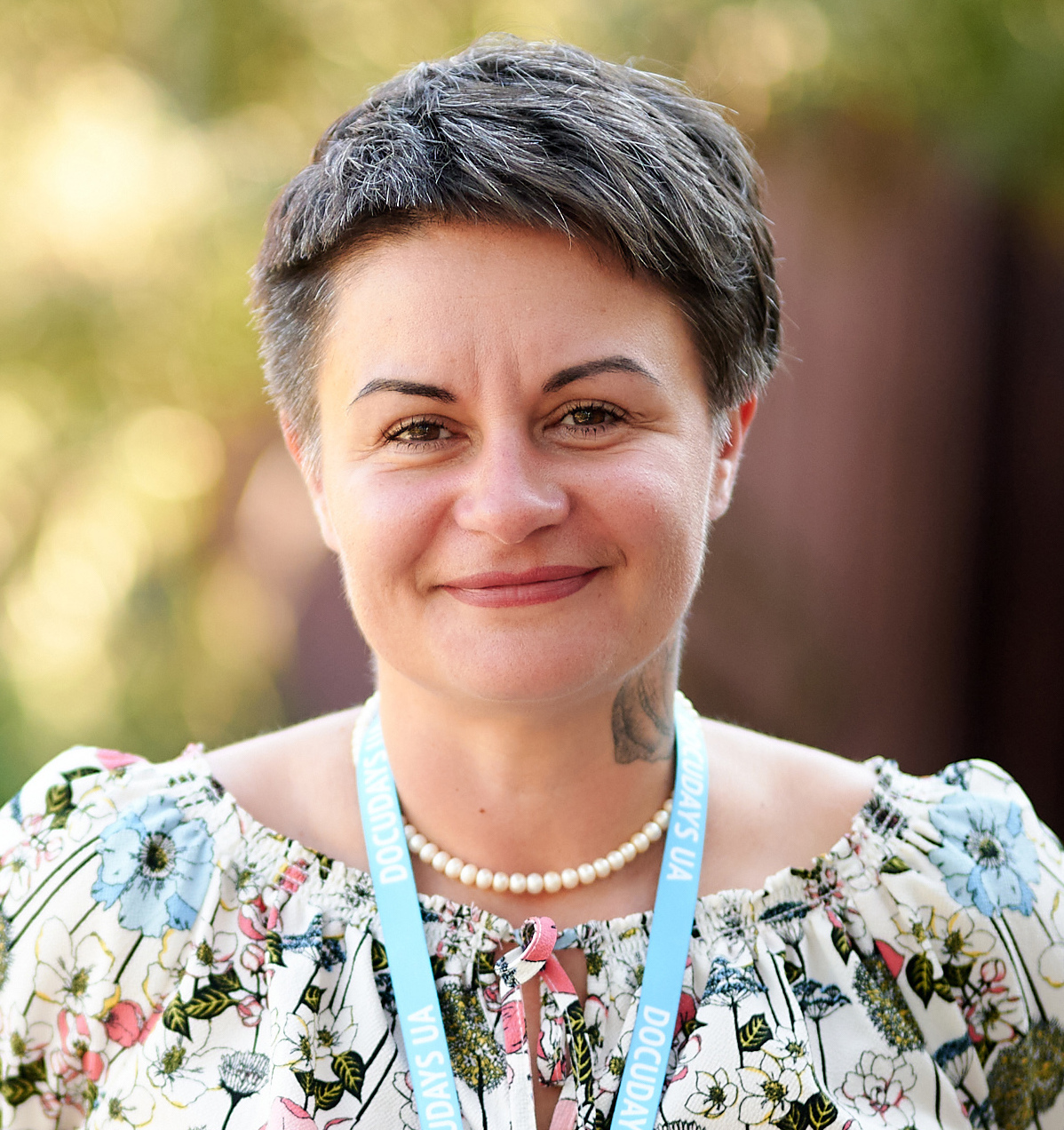
Anna Sharyhina

Anna Boryssiwna Scharyhina (ukrainisch Анна Борисівна Шаригіна; geboren 1978) ist eine ukrainische LGBT-Aktivistin. 2019 organisierte sie mit der von ihr begründeten LGBT Initiative Sphere und Kyivpride die erste Pride-Woche und die erste Pride-Parade in Charkiw.

## Leben und Wirken
Anna Sharyhina setzt sich seit 2006 für LGBTI- und Frauenrechte ein und hat ein Psychologiestudium absolviert. Zusammen mit ihrer Partnerin Vira Chernygina begründete sie die Nichtregierungsorganisation Women Association Sphere in Charkiw. Sharyhina ist außerdem die Leiterin von Kyiv Pride, dem Organisationskomitee der Pride-Parade in Kiew.
Seit der Gründung 2006, setzt sich Sphere für LGBTQIA+ und Frauenrechte ein und gilt laut Amnesty International, als die älteste Organisationen dieser Art im Land. Sphere hat zum Ziel, sichere Räume für Frauen und LGBTQIA+ Menschen in Charkiw, der zweitgrößten Stadt der Ukraine zu schaffen und auf politischer Ebene die Gesetze für LGBTQIA+ Menschen zu verbessern.
Mehrmals wurde Anna Sharyhina wegen ihrer Arbeit für die LGBT-Bewegungen angegriffen. In einer Buchhandlung in Charkiw musste eine Veranstaltung, wo sie Vortragende war, aufgrund von homofeindlichen Drohungen zweimal verlegt werden. Zunächst in das Pressezentrum Nakipelo in Charkiw und dann in das Izolyatsiya-Zentrum in Kiew. Im Jahr 2015 griffen Rechtsextreme den aus 200 Personen bestehenden KyivPride an und Sharyhina berichtete, dass auch geschossen wurde. Auch das Gemeinschaftszentrum PrideHub, das von Sphere geführt wird und sich im Zentrum von Charkiw befindet, wurde wiederholt angegriffen. Rechtsextreme Aktivisten haben beispielsweise die Tür des Zentrums mit Tierblut beschmiert und Botschaften wie Tod den LGBT gesprayt. Sharyhina hat daraufhin Beschwerde bei der Polizei eingelegt und 1000 Protestbriefe an Innenminister Arsen Awakow gesammelt. Die Täter wurden bisher nicht bestraft.
2019 organisierte Sphere die erste Pride Parade in Charkiw. Im Vorfeld der Veranstaltung waren die Organisierenden Drohungen und Einschüchterungsversuchen von nationalistischen Gruppen ausgesetzt. Der Bürgermeister wollte ein Verbot der Kundgebung durchsetzen. Etwa 3000 Menschen nahmen an der Pride Parade teil, bei der es zu homofeindlichen Beschimpfungen auf die Teilnehmenden kam. Die Polizei griff nicht ein um die Teilnehmenden vor Gewalt und Übergriffen zu schützen, zum Teil schloss sie sich den homofeindlichen Beschimpfungen an. Etwa 500 Nationalisten und Hooligans, einige Gläubige und einzelne orthodoxe Priester hatten sich zu einem Marsch für traditionelle Werte versammelt. Vereinzelt flogen während der Demonstration Eier auf die Teilnehmenden.
2019 fand die EuroCentralAsian Lesbian Conference  (ELC) in Kiew statt, bei der Anna Sharyhina Vortragende war. Es gab Proteste gegen die ELC und Ultrakonservative demonstrierten mit Schildern vor dem Hotel. Die Angreifenden haben auch Scheiben des Hotels, in dem die Konferenz stattfand, zerstört und schrieben LGBT verschwindet an eine Wand.

## Hintergründe
Die Ukraine gilt in Bezug auf LGBTI-Rechte als eines der fortschrittlichsten postsowjetischen Länder, die jedoch keine ausreichenden Schutzmaßnahmen ergreifen um marginalisierte Gruppen zu schützen. Es kommt immer wieder zu Hassverbrechen, die sich landesweit ereignen. Sphere dokumentiert diese diskriminierenden Angriffe und wird dadurch ebenfalls angegriffen, die Polizei ergreift wenig Maßnahmen die Organisation zu schützen.
Seit 2014 sind Teile der Ostukraine unter der Kontrolle von prorussischen Separatisten. Dort wurde ein autoritäres Regime errichtet, das auch sexuelle Minderheiten unterdrückt. So etwa durch ein Gesetz, das die Verbreitung von Informationen über Homosexualität unter Minderjährigen verbietet.
Der Menschenrechtsaktivist Tymur Levchuk sagt in einem Interview der Kyiv Post von 2018: „Neunzig Prozent der Ukrainerinnen und Ukrainer wissen immer noch nicht, dass es Lesben, Schwule, Bisexuelle, Transgender und Intersexuelle um sie herum gibt, zu Hause, am Arbeitsplatz, in Dörfern, Städten und Gemeinden in der ganzen Ukraine.“
Der orthodoxe Bischof Filaret Denyssenko, der als einer der hochrangigsten religiösen Anführer des Landes gilt, hat in einem Fernsehinterview 2020 die Corona-Pandemie als Gottes Strafe für die Sünden der Menschen bezeichnet und gleichzeitig die gleichgeschlechtliche Ehe dafür verantwortlich gemacht. Die ukrainische LGBTI-Organisation Insight legte Klage gegen den Bischof ein.
Aufgrund des Russischen Überfall auf die Ukraine 2022 wird vermutet, dass insbesondere marginalisierte Gruppen, wie bei früheren russischen Aktionen besonders gefährdet seien. Dazu zählen laut Informationen der Vereinigten Staaten auch LGBTQI-Personen.